# Meretseger (planina)
Al-Qurn, el-Qurn (arapski القرن) je moderno ime za jednu egipatsku planinu. Drevno je ime Meretseger.

## Opis
Meretseger znači "ona koja voli tišinu". To je planina oblika piramide u Dolini kraljeva. Ondje se nalaze faraonske grobnice, a faraoni su ovo mjesto odabrali za posljednje počivalište zbog oblika planine, jer su prije faraoni pokapani u piramidama). Meretseger je i ime božice s kobrinom glavom, za koju su Egipćani govorili da živi u planini i pušta kobre na zle radnike koji ukrašavaju grobnice u Dolini kraljeva, a po ovoj planini ime je također dobila jedna egipatska kraljica. Planina je visoka 420 m, a do nje se može doći pješice iz dva smjera, iz Doline kraljeva ili iz Deir-el-Medine, sela u kojem su živjeli radnici i slikari od kojih je najpoznatiji Seneđem. Put prema planini ima oblik kobre, što je još jedna povezanost s božicom-kobrom.

## Vanjske poveznice
|  | Zajednički poslužitelj ima još gradiva o temi Meretseger (planina) |